# 江西崖豆藤
江西崖豆藤（学名：Millettia kiangsiensis）为豆科崖豆藤属的植物，为中国的特有植物。分布在中国大陆的安徽、福建、江西、湖北、湖南（临湘）、浙江等地，生长于海拔200米至600米的地区，常生于山地旷野及向阳的灌丛中，目前尚未由人工引种栽培。

## 别名
牛筋藤（湖北通山）

## 异名
- Millettia kiangsiensis Z. Wei var. purpurea Z. H. Cheng